# Trzcinnik (roślina)

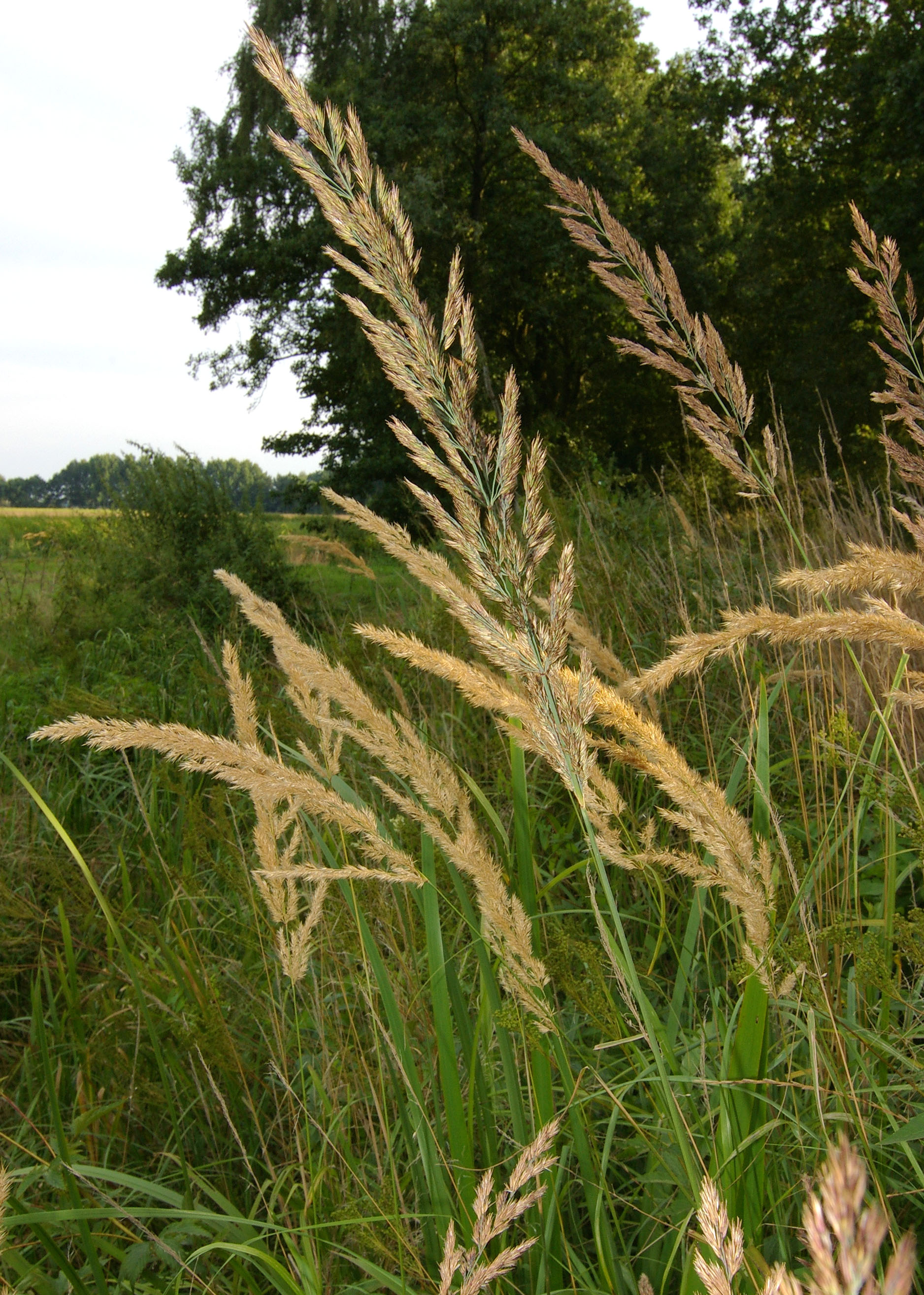
Trzcinnik piaskowy

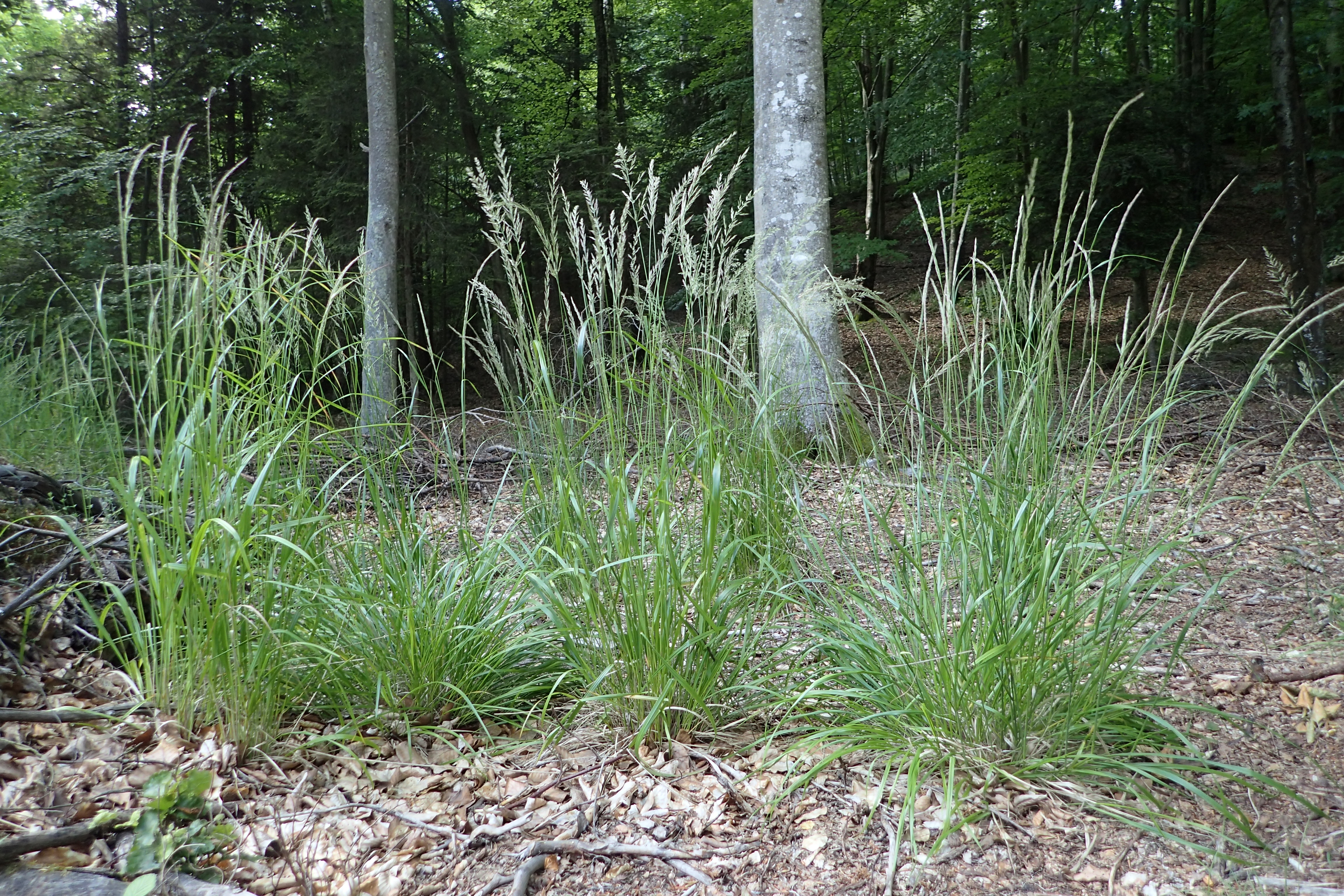
Trzcinnik leśny

Trzcinnik (Calamagrostis Adans.) – rodzaj roślin z rodziny wiechlinowatych. Obejmuje w zależności od ujęcia od ok. 130 do 180 gatunków. Rodzaj jest niemal kosmopolityczny – brak jego przedstawicieli tylko w tropikach poza obszarami górskimi. W Polsce dziko rośnie w zależności od ujęcia systematycznego rodzaju 7 lub 8 gatunków.

## Rozmieszczenie geograficzne

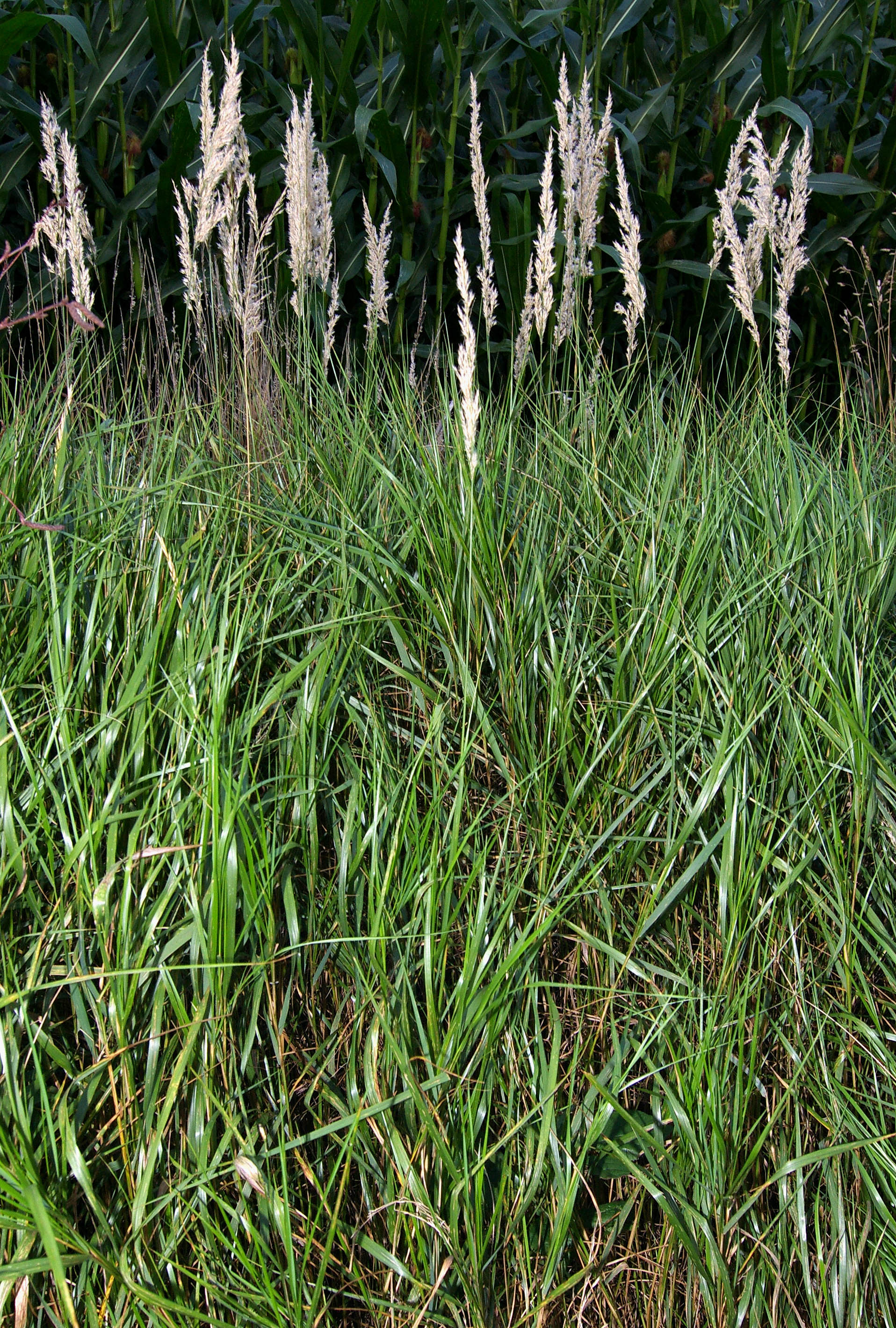
Trzcinnik lancetowaty

Rodzaj o zasięgu obejmującym obszary strefy umiarkowanej i subtropikalnej na obu półkulach oraz obszary górskie w strefie tropikalnej. Najbardziej zróżnicowany jest w Eurazji i Ameryce Północnej. W Europie występuje 14 gatunków.
Do flory Polski należy 7 gatunków rodzimych w tradycyjnym ujęciu rodzaju lub 8 po włączeniu tu rodzaju piaskownica Ammophila. Poza tym zarejestrowano w zależności od ujęcia dwa lub trzy gatunki pochodzenia mieszańcowego.
Gatunki flory Polski (tylko dziko rosnące)
- trzcinnik lancetowaty Calamagrostis canescens (Weber) Roth
- trzcinnik leśny Calamagrostis arundinacea (L.) Roth
- trzcinnik owłosiony Calamagrostis villosa (Chaix) J. F. Gmel.
- trzcinnik piaskowy Calamagrostis epigejos (L.) Roth
- trzcinnik prosty Calamagrostis stricta (Timm) Koeler
- trzcinnik pstry Calamagrostis varia (Schrad.) Host
- trzcinnik szuwarowy Calamagrostis pseudophragmites (Haller f.) Koeler
- trzcinnik wysmukły Calamagrostis ×gracilescens Blytt
- trzcinnik zwodniczy Calamagrostis ×hartmaniana Fries

Po włączeniu rodzaju Ammophila do Calamagrostis należą tu także:
- piaskownica zwyczajna Ammophila arenaria (L.) Link) ≡ Calamagrostis arenaria (L.) Roth
- trzcinnikownica nadbrzeżna × Calammophila baltica (Flüggé ex Schrad.) Brand ≡ Calamagrostis baltica (Flüggé ex Schrad.) Trin.

## Systematyka i pochodzenie

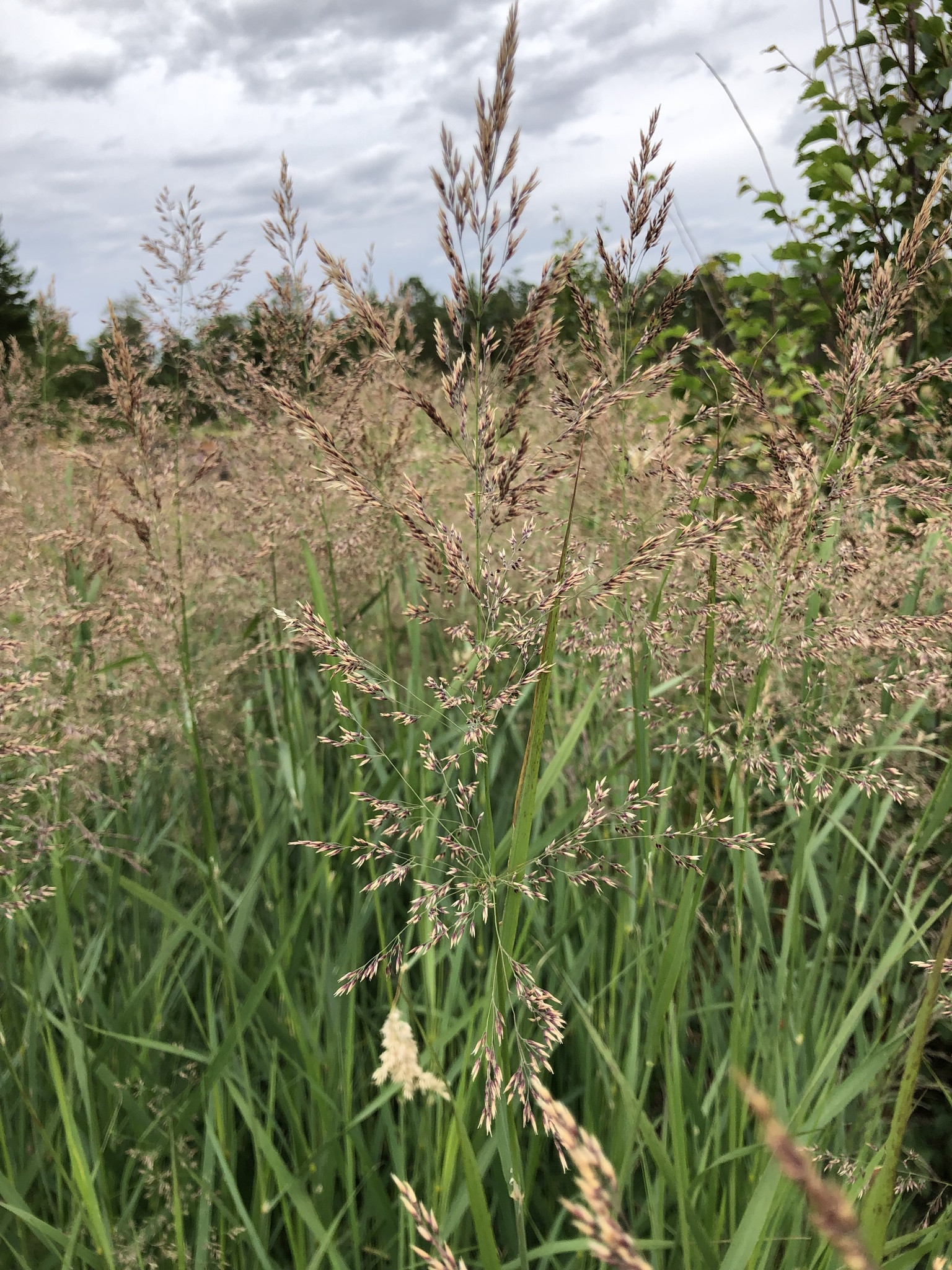
Trzcinnik purpurowy

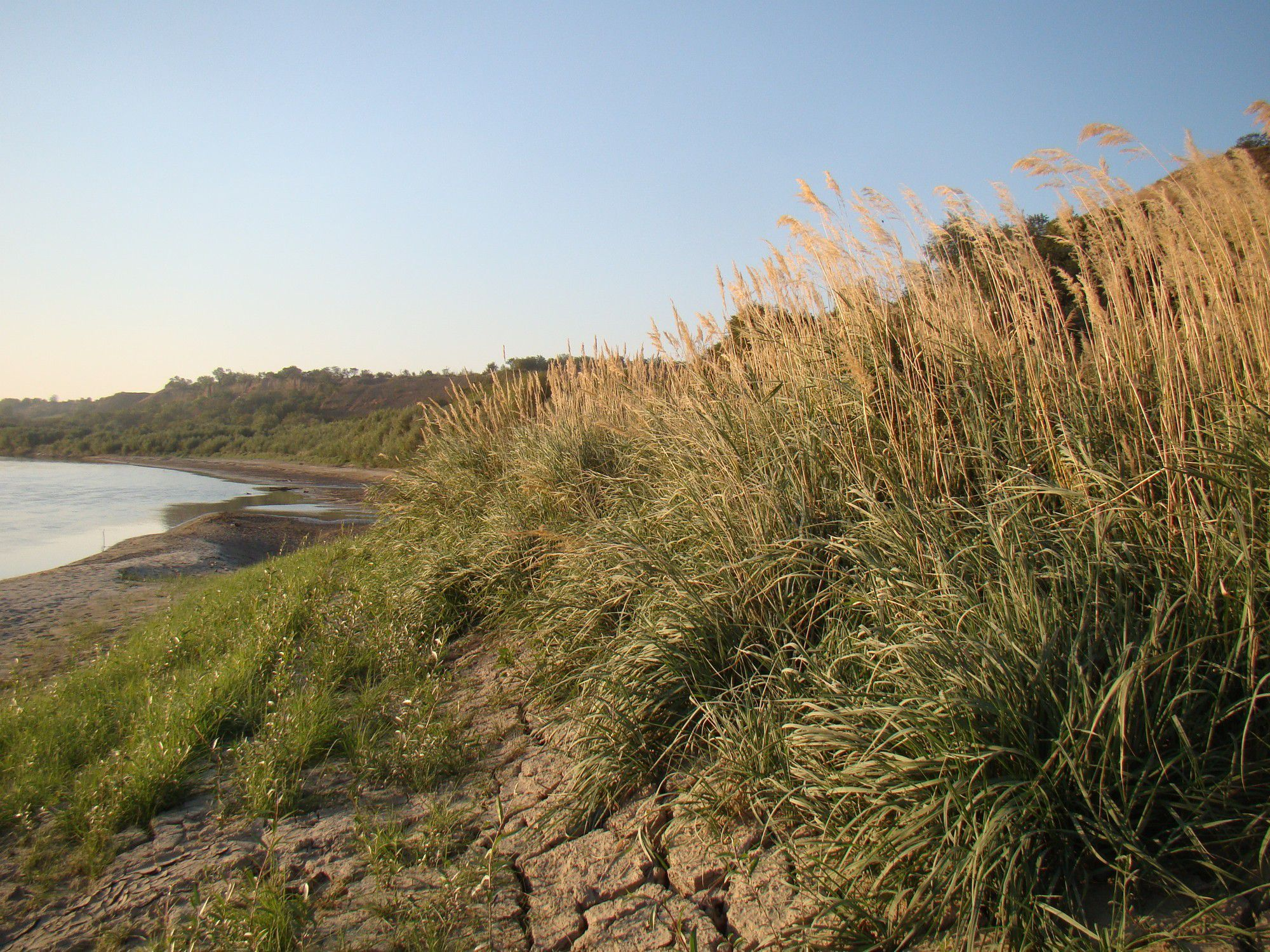
Trzcinnik szuwarowy

Rodzaj z rodziny wiechlinowatych Poaceae podrodziny Pooideae, plemienia Poeae i podplemienia Agrostidinae. Z badań molekularnych wynika, że wyewoluował na półkuli zachodniej 11,35 miliona lat temu jako rodzaj siostrzany względem wszystkich pozostałych rodzajów podplemienia Agrostidinae. W obrębie rodzaju zagnieżdżone i w efekcie włączane są tradycyjnie wyodrębniane rodzaje m.in. takie jak piaskownica Ammophila i Deyeuxia.  
Wykaz gatunków
- Calamagrostis abnormis (Hook.f.) U.Shukla
- Calamagrostis acuminata (Vickery) Govaerts
- Calamagrostis × acutiflora (Schrad.) DC. – trzcinnik ostrokwiatowy
- Calamagrostis adpressiramea Ohwi
- Calamagrostis affinis (M.Gray) Govaerts
- Calamagrostis ajanensis Kharkev. & Prob.
- Calamagrostis alajica Litv.
- Calamagrostis altaica Tzvelev
- Calamagrostis × amgunensis Prob.
- Calamagrostis × andrejewii Litv.
- Calamagrostis angustifolia Kom.
- Calamagrostis anthoxanthoides (Munro ex Hook.f.) Regel
- Calamagrostis appressa (Vickery) Govaerts
- Calamagrostis archboldii Hitchc.
- Calamagrostis arenaria (L.) Roth – piaskownica zwyczajna
- Calamagrostis arundinacea (L.) Roth – trzcinnik leśny
- Calamagrostis atjehensis Ohwi
- Calamagrostis australis (Moritzi) Buse
- Calamagrostis austrodensa Govaerts
- Calamagrostis austroscaberula Govaerts
- Calamagrostis autumnalis Koidz.
- Calamagrostis avenoides (Hook.f.) Cockayne
- Calamagrostis × badzhalensis Prob.
- Calamagrostis balkharica P.A.Smirn.
- Calamagrostis × baltica (Flüggé ex Schrad.) Trin. – trzcinnikownica nadbrzeżna
- Calamagrostis benthamiana (Vickery) Govaerts
- Calamagrostis × bihariensis Simonk.
- Calamagrostis bogotensis (Pilg.) Pilg.
- Calamagrostis bolanderi Thurb.
- Calamagrostis borii Tzvelev
- Calamagrostis brachyathera (Stapf) Govaerts
- Calamagrostis brassii Hitchc.
- Calamagrostis breviglumis (Benth.) Hack. ex Maiden & Betche
- Calamagrostis breviligulata (Fernald) Saarela – piaskownica krótkoszyjkowa
- Calamagrostis breweri Thurb.
- Calamagrostis burejensis Prob. & Barkalov
- Calamagrostis cainii Hitchc.
- Calamagrostis canadensis (Michx.) P.Beauv.
- Calamagrostis canescens (Weber) Roth – trzcinnik lancetowaty
- Calamagrostis carchiensis Laegaard
- Calamagrostis carinata (Vickery) Govaerts
- Calamagrostis caucasica Trin.
- Calamagrostis chalybaea (Laest.) Fr.
- Calamagrostis chaseae Luces
- Calamagrostis cleefii Escalona
- Calamagrostis conferta (Keng) P.C.Kuo & S.L.Lu
- Calamagrostis crassiuscula (Vickery) Govaerts
- Calamagrostis curtoides (Rúgolo & Villav.) Govaerts
- Calamagrostis × czerepanovii Husseinov
- Calamagrostis debilis Hook.f.
- Calamagrostis decipiens (R.Br.) Govaerts
- Calamagrostis decora Hook.f.
- Calamagrostis deschampsiiformi s C.E.Hubb.
- Calamagrostis deschampsioides Trin.
- Calamagrostis diemii (Rúgolo) Soreng
- Calamagrostis diffusa (Keng) Keng f.
- Calamagrostis dmitrievae Tzvelev
- Calamagrostis don-hensonii (Reznicek & Judz.) Saarela
- Calamagrostis drummondii (Steud.) Govaerts
- Calamagrostis effusiflora (Rendle) P.C.Kuo & S.L.Lu ex J.L.Yang
- Calamagrostis elatior (Griseb.) A.Camus
- Calamagrostis emodensis Griseb.
- Calamagrostis epigejos (L.) Roth – trzcinnik piaskowy
- Calamagrostis expansa (Munro ex Hillebr.) Hitchc.
- Calamagrostis extremiorientali s (Tzvelev) Prob.
- Calamagrostis fauriei Hack.
- Calamagrostis filifolia Merr.
- Calamagrostis filiformis Griseb.
- Calamagrostis × filipes (Keng) P.C.Kuo & S.L.Lu ex J.L.Yang
- Calamagrostis flaccida Keng f.
- Calamagrostis foliosa Kearney – trzcinnik wielolistny[10]
- Calamagrostis frigida (Benth.) Maiden & Betche
- Calamagrostis fulgida Laegaard
- Calamagrostis gamblei Paszko
- Calamagrostis gaoligongensis (Paszko) Paszko
- Calamagrostis gigas Takeda
- Calamagrostis × gracilescens (Blytt) Blytt – trzcinnik wysmukły
- Calamagrostis × grandiseta Takeda
- Calamagrostis griffithii (Bor) G.Singh
- Calamagrostis guamanensis Escalona
- Calamagrostis guatemalensis Hitchc.
- Calamagrostis gunniana (Nees) Reeder
- Calamagrostis hakonensis Franch. & Sav.
- Calamagrostis × hartmaniana Fr. – trzcinnik zwodniczy
- Calamagrostis × haussknechtian a Torges
- Calamagrostis hedbergii Melderis
- Calamagrostis hillebrandii (Munro ex Hillebr.) Hitchc.
- Calamagrostis himalaica (L.Liu ex Wen L.Chen) Paszko
- Calamagrostis holciformis Jaub. & Spach
- Calamagrostis holmii Lange
- Calamagrostis hongii Paszko & Bing Liu
- Calamagrostis howellii Vasey
- Calamagrostis imbricata (Vickery) Govaerts
- Calamagrostis inaequalis (Vickery) Govaerts
- Calamagrostis × indagata Torges & Hausskn.
- Calamagrostis inexpansa A.Gray
- Calamagrostis insperata Swallen
- Calamagrostis kalarica Tzvelev
- Calamagrostis koelerioides Vasey
- Calamagrostis kokonorica Keng ex Tzvelev
- Calamagrostis × kolymaensis Kom.
- Calamagrostis korotkyi Litv.
- Calamagrostis korshinskyi Litv.
- Calamagrostis × kotulae Zapal.
- Calamagrostis kozhevnikovii Prob. & Prokop.
- Calamagrostis × kuznetzovii Tzvelev
- Calamagrostis lahulensis G.Singh
- Calamagrostis lapponica (Wahlenb.) Hartm.
- Calamagrostis lawrencei (Vickery) Govaerts
- Calamagrostis leonardii Chase
- Calamagrostis ligulata (Kunth) Hitchc.
- Calamagrostis linifolia Govaerts
- Calamagrostis llanganatensis Laegaard
- Calamagrostis longiseta Hack.
- Calamagrostis macilenta (Griseb.) Litv.
- Calamagrostis macrolepis Litv.
- Calamagrostis masamunei Honda
- Calamagrostis matsumurae Maxim.
- Calamagrostis mckiei (Vickery) Govaerts
- Calamagrostis meridensis (Luces) Briceño
- Calamagrostis mesathera (Stapf ex Vickery) Govaerts
- Calamagrostis microseta (Vickery) Govaerts
- Calamagrostis × microtis (Ohwi) Ohwi
- Calamagrostis minarovii Hüseyin
- Calamagrostis minor (Benth.) J.M.Black
- Calamagrostis montanensis (Scribn.) Scribn. ex Vasey
- Calamagrostis moupinensis Franch.
- Calamagrostis muiriana B.L.Wilson & Sami Gray
- Calamagrostis munroi Boiss.
- Calamagrostis nagarum (Bor) G.Singh
- Calamagrostis nana Takeda
- Calamagrostis neocontracta Govaerts
- Calamagrostis niitakayamensis Honda
- Calamagrostis ningxiaensis D.Z.Ma & J.N.Li
- Calamagrostis nivicola (Hook.f.) Hand.-Mazz.
- Calamagrostis nudiflora (Vickery) Govaerts
- Calamagrostis nutkaensis (J.Presl) Steud.
- Calamagrostis nyingchiensis (P.C.Kuo & S.L.Lu) Paszko
- Calamagrostis obtusata Trin.
- Calamagrostis onibitoana Tateoka
- Calamagrostis ophitidis (J.T.Howell) Nygren
- Calamagrostis × paradoxa Lipsky
- Calamagrostis parsana (Bor) M.Dogan
- Calamagrostis parviseta (Vickery) Reeder
- Calamagrostis pavlovii Roshev.
- Calamagrostis perplexa Scribn.
- Calamagrostis pickeringii A.Gray
- Calamagrostis pinetorum Swallen
- Calamagrostis pisinna Swallen
- Calamagrostis × ponojensis Montell
- Calamagrostis porteri A.Gray
- Calamagrostis × prahliana Torges
- Calamagrostis przevalskyi Tzvelev
- Calamagrostis × pseudodeschamp sioides Tzvelev
- Calamagrostis pseudophragmites  (Haller f.) Koeler – trzcinnik szuwarowy
- Calamagrostis pungens Tovar
- Calamagrostis purpurascens R.Br.
- Calamagrostis purpurea (Trin.) Trin. – trzcinnik purpurowy
- Calamagrostis pusilla Reeder
- Calamagrostis quadriseta (Labill.) Spreng.
- Calamagrostis ramonae Escalona
- Calamagrostis reflexa (Vickery) Govaerts
- Calamagrostis × rigens Fr.
- Calamagrostis rodwayi (Vickery) Govaerts
- Calamagrostis rubescens Buckley
- Calamagrostis sachalinensis F.Schmidt
- Calamagrostis sajanensis Malyschev
- Calamagrostis salina Tzvelev
- Calamagrostis scabrescens Griseb.
- Calamagrostis scabriflora Swallen
- Calamagrostis schmidtiana Tzvelev & Prob.
- Calamagrostis sclerophylla (Stapf) Hitchc.
- Calamagrostis scopulorum M.E.Jones
- Calamagrostis scotica (Druce) Druce
- Calamagrostis sesquiflora (Trin.) Tzvelev
- Calamagrostis sichotensis Tzvelev & Prob.
- Calamagrostis sichuanensis J.L.Yang
- Calamagrostis sinelatior (Keng f.) P.C.Kuo & S.L.Lu ex J.L.Yang
- Calamagrostis sorengii (Paszko & W.L.Chen) Paszko
- Calamagrostis spruceana (Wedd.) Hack. ex Sodiro
- Calamagrostis srilankensis Davidse
- Calamagrostis staintonii G.Singh
- Calamagrostis stenophylla Hand.-Mazz.
- Calamagrostis stolizkae Hook.f.
- Calamagrostis stricta (Timm) Koeler – trzcinnik prosty
- Calamagrostis × strigosa (Wahlenb.) Hartm.
- Calamagrostis subacrochaeta Nakai
- Calamagrostis × subchalybaea Tzvelev
- Calamagrostis × subepigeios Tzvelev
- Calamagrostis × submonticola Prob.
- Calamagrostis × subneglecta Tzvelev
- Calamagrostis suka Speg.
- Calamagrostis tacomensis K.L.Marr & Hebda
- Calamagrostis tashiroi Ohwi
- Calamagrostis × tatianae Prob.
- Calamagrostis teberdensis Litv.
- Calamagrostis tianschanica Rupr.
- Calamagrostis tibetica (Bor) Tzvelev
- Calamagrostis × torgesiana Hausskn.
- Calamagrostis tripilifera Hook.f.
- Calamagrostis turkestanica Hack.
- Calamagrostis tzvelevii Hüseyin
- Calamagrostis × uralensis Litv.
- Calamagrostis × ussuriensis Tzvelev
- Calamagrostis utsutsuensis Otting & B.L.Wilson
- Calamagrostis varia (Schrad.) Host – trzcinnik pstry
- Calamagrostis × vassiljevii Tzvelev
- Calamagrostis veresczaginii Zolot.
- Calamagrostis villosa (Chaix) J.F.Gmel. – trzcinnik owłosiony
- Calamagrostis × wirtgeniana Hausskn.
- Calamagrostis yanyuanensis J.L.Yang
- Calamagrostis youngii (Hook.f.) Buchanan
- Calamagrostis zejensis Prob.
- Calamagrostis × zerninensis Lüderw.